# Fusinus malhaensis
Fusinus malhaensis is een slakkensoort uit de familie van de Fasciolariidae. De wetenschappelijke naam van de soort is voor het eerst geldig gepubliceerd in 2001 door Hadorn, Fraussen & Bondarev.